# Goldlauter-Heidersbach

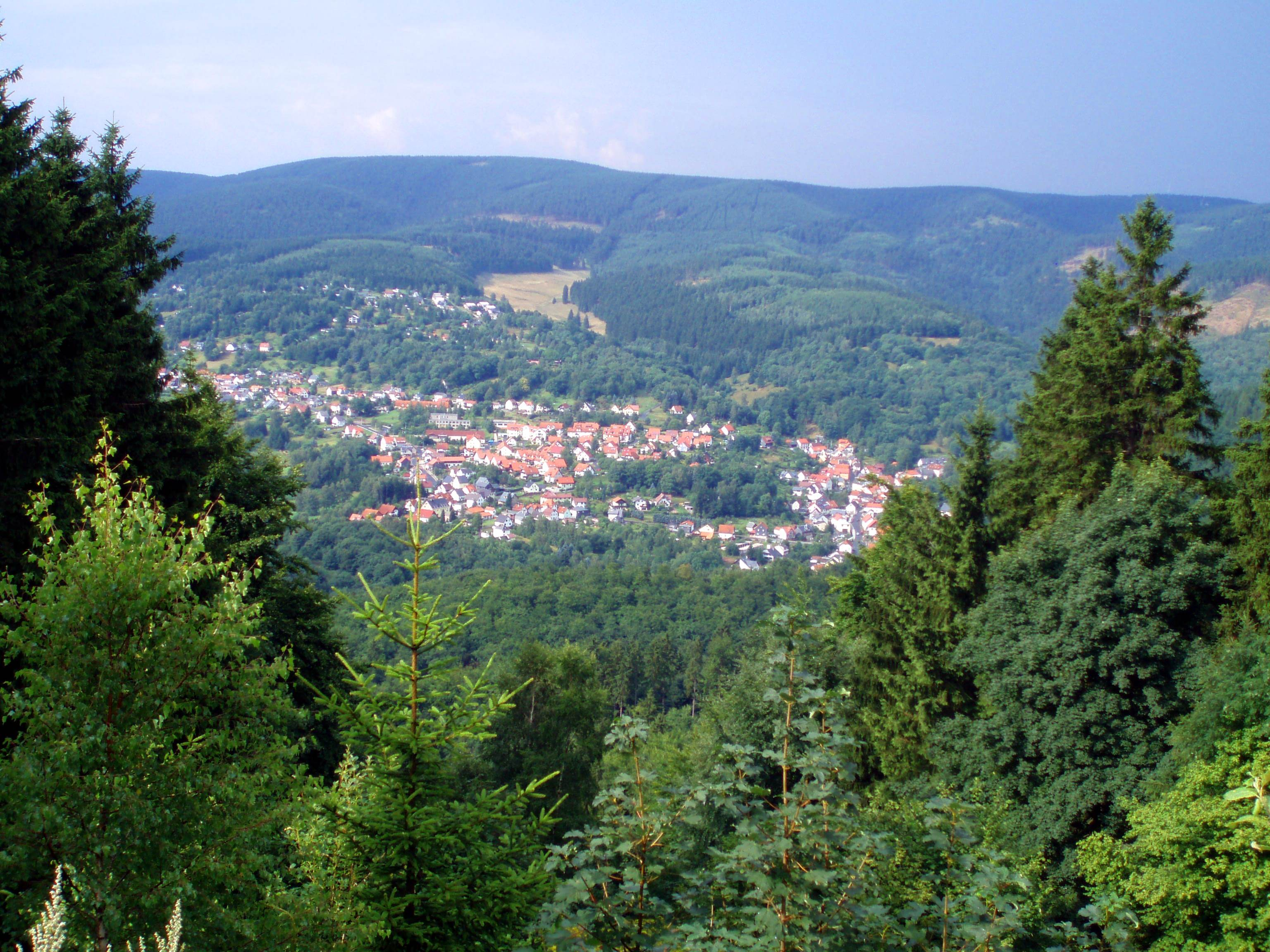
Der Große Beerberg von Süden, im Vordergrund Goldlauter

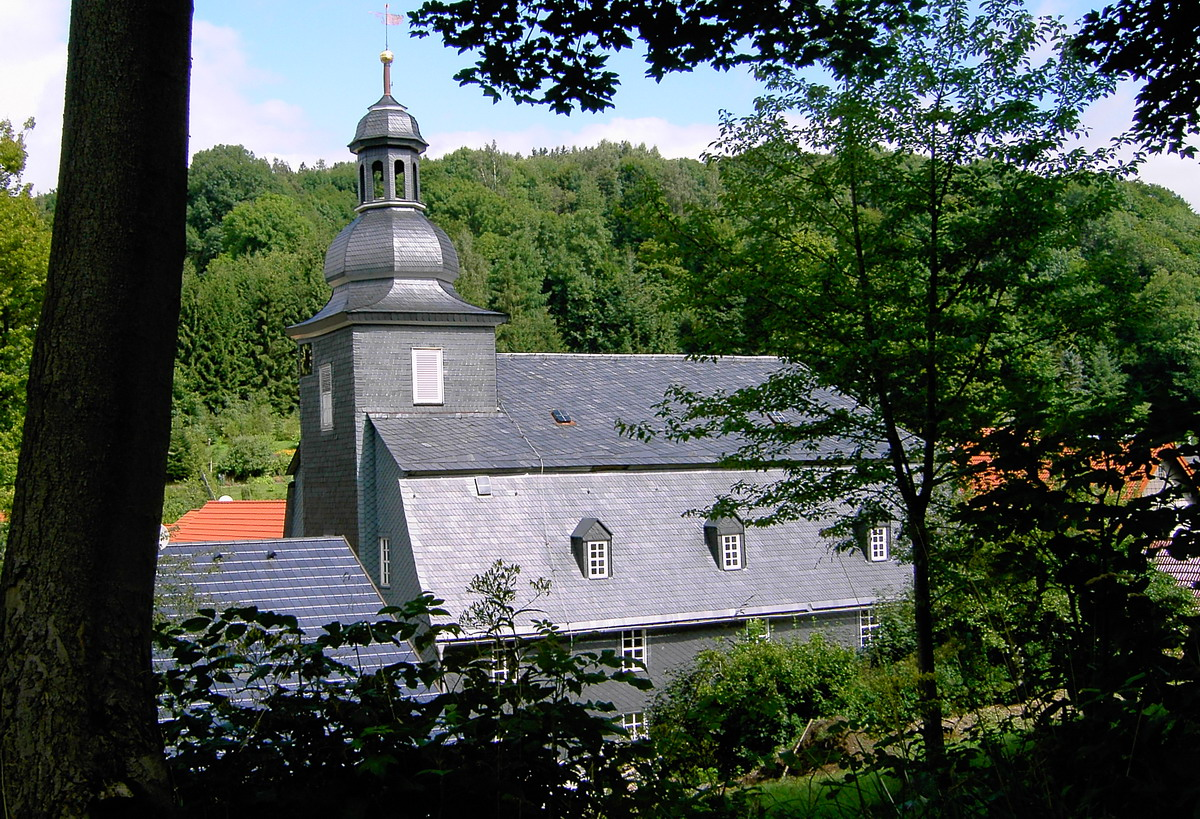
Kirche im Pochwerksgrund

Goldlauter-Heidersbach ist ein Ortsteil der Stadt Suhl, gelegen am Südhang des Thüringer Waldes. Goldlauter hat gemeinsam mit Heidersbach rund 2500 Einwohner.

## Lage
Der Ort liegt am Fuße des Großen Beerbergs (982 m) in der Nähe der Städte Zella-Mehlis und Oberhof. Goldlauter liegt an der Lauter, einem Nebenfluss der Hasel, in die sich im Ort die Dürre Lauter und die Lange Lauter ergießen. Goldlauter war bis Anfang der 1990er Jahre räumlich deutlich von Heidersbach getrennt, beide Ortsteile sind heute durch das neue Wohngebiet Breites Feld städtebaulich zusammengewachsen.

## Geschichte
1519 wurde erstmals durch Georg Emes an den Grafen Wilhelm IV. von Henneberg über abbauwürdige Silbervorkommen im Gebiet berichtet. 1546 wurde dann durch den Erlass der Bergfreiheit für Goldlauter durch Wilhelm IV. Graf und Herr zu Henneberg der Ort gegründet. Die 450-Jahr-Feier Goldlauters fand 1996 statt.
Im Winter 1694 herrschte eine große Hungersnot in Goldlauter, an der ein Großteil der Bewohner starben. Die Not wurde durch Unterstützung des Herzogs Moritz Wilhelm von Sachsen-Zeitz und Kurfürst Johann Georg IV. von Sachsen gelindert.
Heidersbach wurde auf Antrag von vier jungen Bewohnern Goldlauters gegründet, die dort wegen Überbevölkerung keine eigene Wohnung fanden und deshalb dem Oberaufseher in Schleusingen am 4. Februar 1706 den Vorschlag unterbreiteten, statt außer Landes zu gehen zwischen Goldlauter und Zella an einem Ort, den man der kleine Heiderbach oder Ruhestadt nennt, im Amt Suhl ein neues Dorf zu gründen. Die vier Antragsteller waren der Kupferstecher Johann Nicol Stockmar, der Köhler Johann Georg Amarell, der Holzhauer Johann Kummer und der Schleifer sowie Rohrschmied Hans Storch. Dem Gesuch schlossen sich am 3. März 1706 die beiden Köhler Caspar Schneider und Stephan Jung genannt Gering an. Der Oberaufseher von Beust leitete die Gesuche an den Landesherrn, Herzog Moritz Wilhelm von Sachsen-Zeitz, weiter. Dieser genehmigte am 8. April 1706 die Gründung des neuen Ortes mit der Auflage, dass dieser fortan Heidersbach genannt wird.
1815 lebten in Heidersbach 351 und in Goldlauter 1194 Bewohner.
Dem Bergbau auf Silber und Kupfer hat der Ort seine Entstehung zu verdanken. Noch heute zeugen Flurnamen von der im Bergbau verankerten Vergangenheit Goldlauters: Pochwerksgrund und  Eisenberg (teilweise Schmiedefeld zugehörig).
In den 1920er und 1930er Jahren gab es in Goldlauter-Heidersbach Ortsgruppen der FAUD sowie der SAJD. Letztere veranstaltete hier im Mai 1931 ihr 2. Reichsferienlager.
Goldlauter und Heidersbach wurden am 1. April 1938 zur Gemeinde Goldlauter-Heidersbach zusammengelegt. Diese wurde am 1. April 1979 in die Stadt Suhl eingemeindet. Goldlauter hatte bis 1993 die Postleitzahl 6051, seitdem ist Goldlauter mit der Postleitzahl 98528 auch postalisch der Stadt Suhl zugehörig.
In Goldlauter befindet sich seit 1991 die Justizvollzugsanstalt Goldlauter.

## Tourismus

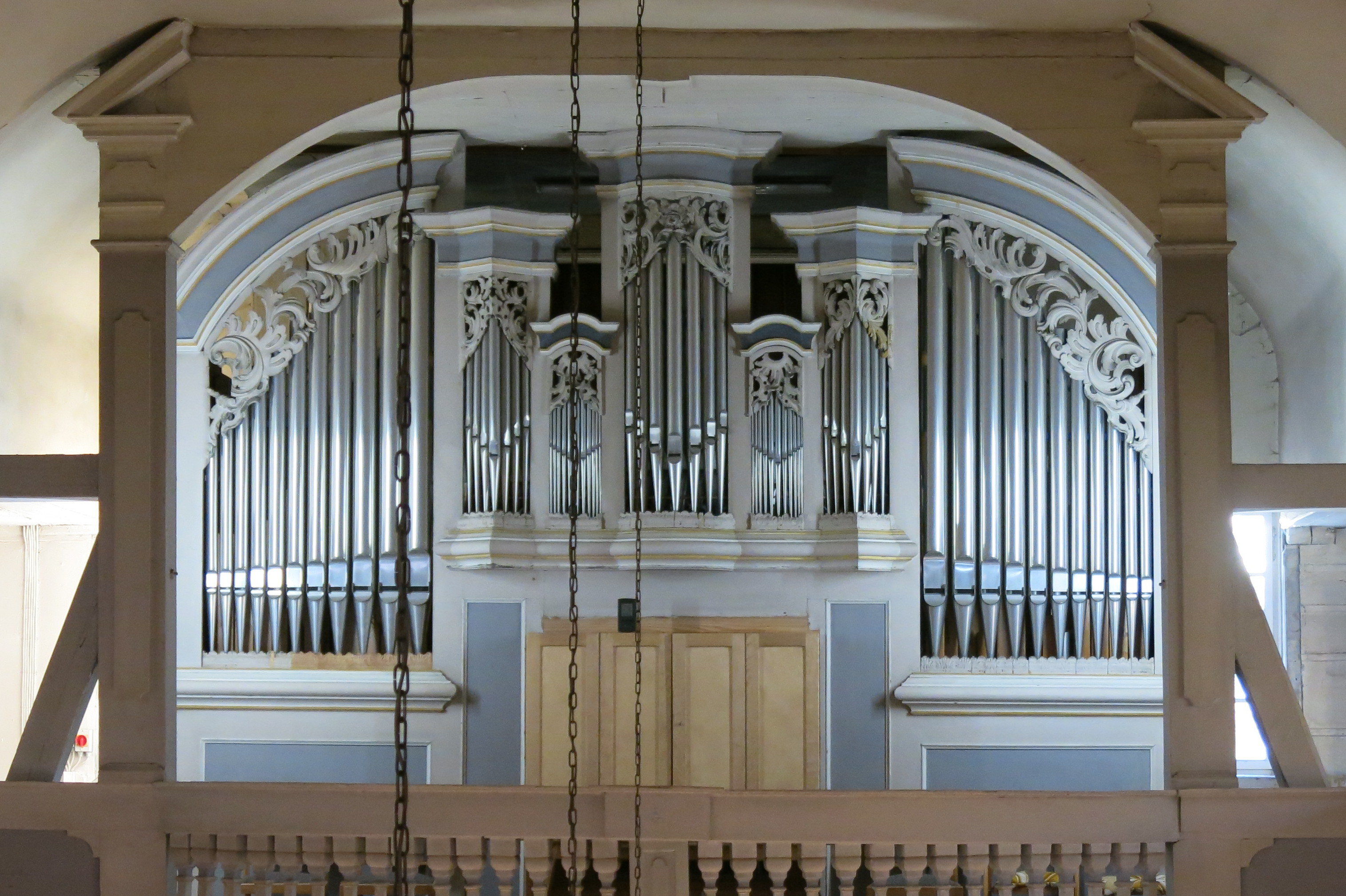
Orgelprospekt von Johann Michael Wagner

Touristisch attraktiv sind insbesondere:
- Kirche im Ortsteil Goldlauter mit Orgelprospekt von Johann Michael Wagner (1757)
- Waldbad in Heidersbach (Quellwasserbecken)
- Flugplatz (ICAO-Code EDQS, Motorflug, Segelflug, Ultraleicht, Koordinaten: 50° 37′ 55″ N, 10° 43′ 39″ O)
- Alpiner Skihang in der Langen Lauter einer der anspruchsvollsten Pisten Thüringens
- Skistadion mit beleuchteter Loipe und Sprungschanze sowie großem Loipennetz in der Umgebung
- zahlreiche Wanderwege, darunter der Bergbauwanderweg mit rekonstruierten Stolleneingängen im Pochwerksgrund
- teilweise oder ganz im Biosphärenreservat Vessertal-Thüringer Wald gelegene Täler

## Persönlichkeiten
- Ernst Anschütz (1780–1861), Lehrer, Organist, Dichter und Komponist bekannter Volks- und Kinderlieder
- Reinhold Kleinlein (1883–1944), Widerstandskämpfer der NS-Zeit
- Albert Kehr (1890–1979), Heimatdichter
- Albin Weis (1897–1970), Politiker, Gewerkschaftsfunktionär, Abgeordneter des Landesrates des Saargebietes
- Cuno Werner (1925–2004), 29-facher DDR-Meister in der Nordischen Kombination